# Phoradendron rugosum
Phoradendron rugosum är en sandelträdsväxtart som beskrevs av Kuijt. Phoradendron rugosum ingår i släktet Phoradendron och familjen sandelträdsväxter. Inga underarter finns listade i Catalogue of Life.